# Ołoncho
Ołoncho, ołonho (ros. олонхо; jak. олоҥхо, oloṅho) – jakucki epos heroiczny złożony z wielu opowieści poetyckich.
W 2005 roku ołoncho zostało proklamowane arcydziełem ustnego i niematerialnego dziedzictwa ludzkości, a w 2008 roku wpisane na listę niematerialnego dziedzictwa UNESCO.

## Opis
Utwory ołoncho liczą od 10 do 15 tys. wersów i wykonywane są bez akompaniamentu przez aktorsko i wokalnie utalentowanych narratorów. Składają się z dwóch partii – śpiewanej i recytowanej. Wykonawcy często improwizują. 
Ołoncho opowiadają legendy o dawnych wojownikach, bóstwach, duchach i zwierzętach. Historie ołoncho przekazują również historie o przodkach Jakutów, którzy przywędrowali z południa wzdłuż rzeki Leny. Podejmują również tematykę współczesną, m.in. rozpad społeczeństw nomadów. 
Tradycja ołoncho przekazywana jest ustnie z pokolenia na pokolenie. Dawniej każda z lokalnych społeczności miała przynajmniej jednego własnego wykonawcę ołoncho, który dbał o szeroki repertuar stanowiący rozrywkę podczas długich jakuckich wieczorów. Jeszcze przed II wojną światową było 400 wykonawców ołoncho, lecz tradycja zaczęła wymierać wraz z odchodzącymi artystami.
Pierwszy tekst ołoncho „Dʹurulujar Nʹurgun Bootur” (ros. „Niurgun Botur Striemitielnyj”) spisał i wydał w 1907 roku Konstantin Orosin. Tekst tego ołoncho został ponownie opracowany przez etnografa i poetę jakuckiego Płatona Ojunskiego (1893–1939), uważanego za ojca literatury jakuckiej.
W 2010 roku Północnowschodni Uniwersytet Federalny w Jakucku powołał do życia Instytut Badań Naukowych nad Ołoncho.